# Ben Drowned
Ben Drowned, publiée à l'origine sous le nom de Haunted Majora's Mask Cartridge, est une web-série de jeu en réalité alternée multimédia (ARG) en trois parties créées par Alexander D. « Jadusable » Hall. Originaire d'une creepypasta basée sur le jeu d'action-aventure de 2000 The Legend of Zelda: Majora's Mask et publiée par Hall de 2010 à 2020 avec une pause entre les deux, la série est connue pour avoir créé de nombreux tropes et thèmes communs de creepypasta qui sont utilisés de nos jours et pour subvertir les thèmes de la série The Legend of Zelda. La série s'est terminée le 31 octobre 2020.
Servant de premier projet de Hall, le premier arc de la série intitulé Haunted Cartridge est sorti en 2010. Il suit l'étudiant en deuxième année d'université Jadusable, qui, après avoir acquis une cartouche de jeu vidéo Nintendo 64 hantée de Majora's Mask, est tourmenté au cours d'une seule semaine. par la présence d'un être apparemment omniscient appelé Ben. Le deuxième arc, intitulé Moon Children et se déroulant de fin 2010 à début 2011, suit l'émergence publique d'un mystérieux culte connu sous le nom de The Moon Children, qui adorait la Lune au moyen d'un sacrifice humain, ou selon leurs propres termes, d'une ascension. Le troisième arc, intitulé Awakening, commence en mars 2020, à la suite de personnages nouveaux et de retour qui se sont impliqués dans plusieurs événements de l'année en cours. Cet arc a introduit de nouveaux scénarios détaillant les conséquences d'un événement dans l'univers en 2018 qui a provoqué l'effondrement de la société civilisée, ainsi que des histoires continues établies dans les arcs précédents avec l'intention de les lier ensemble. 
La série est l'une des web-séries les plus populaires sur Internet, avec des centaines de milliers de téléspectateurs, et a été largement reconnue à la fois comme un exemple de légende urbaine moderne et comme une influence majeure pour aider à établir et à légitimer les creepypasta en tant que genre littéraire, créant de nombreux tropes reconnaissables que l'on voit aujourd'hui dans les histoires d'horreur modernes sur Internet,,. 

## Publication
En juin 2009, Hall met en ligne deux vidéos sur sa chaîne YouTube ; une mettant en vedette une conversation avec le personnage mineur Rosa du jeu de rôle et d'action Vampire: The Masquerade - Bloodlines, sorti en 2004, et une autre mettant en vedette le personnage principal Alex Mercer du jeu d'action-aventure Prototype, sorti en 2009. Ces vidéos ont été reconstituées en tant que premiers épisodes de la série Haunted Majora's Mask Cartridge dans le deuxième arc, The Moon Children, dans lequel des personnages nommés Rosa et Alex, chacun avec des thèmes reflétant leurs vidéos respectives, sont introduits. 
Ben Drowned a d'abord été publié sous la forme d'une série en ligne et d'une web-série avec des chapitres publiés quotidiennement entre le 7 et le 15 septembre 2010 sur le tableau / x / de 4chan. Ce premier arc est devenu connu sous le nom de The Haunted Cartridge. Le deuxième arc, The Moon Children, a commencé du 17 septembre de la même année au 15 juillet 2011, totalisant 3 591 600 mots et 382 minutes de séquences des arcs. Hall a utilisé une méthode de narration transmédia à travers une combinaison de vidéos YouTube, de chapitres écrits et de commentaires du public pour tisser une histoire sur un personnage nommé Ben – soi-disant un esprit malveillant .d'un enfant mort - qui hante l'auteur (appelé Jadusable dans l'histoire) dans une copie de The Legend of Zelda: Majora's Mask. Le premier arc est raconté à la première personne, alors que l'auteur vient vers le public (dans ce cas, un forum en ligne ) pour obtenir de l'aide pour comprendre cet étrange jeu qu'il a acheté. L'histoire est devenue virale ; les téléspectateurs louant la nature mystérieuse et effrayante de l'histoire, ainsi que la capacité de Hall à tisser habilement de la chapelure et d'autres indices cachés pour garder les lecteurs au courant et deviner les multiples théories qui entourent l'histoire. L'histoire originale se termine sur un cliffhanger, les lecteurs eux-mêmes aidant par inadvertance à libérer Ben sur Internet en partageant les fichiers qui leur ont été donnés, soi-disant par Jadusable.
Cependant, en décodant un chiffre secret caché dans le compte YouTube de Hall, les lecteurs enquêteurs ont accès à un site web qui a conduit au deuxième arc de l'histoire, connu sous le nom de Moon Children. Bien qu'il prenne l'apparence d'un site web ordinaire du milieu des années 2000, similaire à Angelfire, les lecteurs ont pu trouver des URL cachées et des conversations secrètes entre les utilisateurs du site web, décrivant un récit selon lequel le site web abritait un culte Doomsday qui était coincé dans un temps. boucle similaire à celle servant de mécanique principale de Majora's Mask, le site web se réinitialisant tous les trois jours. Les informations trouvées sur le site web le troisième jour pourraient ensuite être utilisées par les lecteurs, soit par des méthodes en ligne telles que des e-mails, soit en soumettant des vidéos d'utilisateurs jouant des chansons spécifiques à la fois de The Legend of Zelda: Ocarina of Time et de The Legend of Zelda: Majora's Mask, pour déverrouiller un chemin alternatif le premier jour suivant la réinitialisation du site web,.  Cet arc s'est terminé sur un cliffhanger, Hall annonçant une pause le 15 juillet 2011. 
L'histoire suit un calendrier de publication strict,,  avec un nouveau contenu publié au cours de deux semaines, y compris des vidéos publiées sur la chaîne YouTube de Hall, elles-mêmes réalisées à l'aide du projet 64 et des codes de triche tirés de GameShark. Le deuxième arc a été divisé en deux parties distinctes, YSHDT (abréviation de youshouldnthavedonethat.net) et Hubris, dont chacune couvrait une série spécifique d'événements. Lors de son lancement, la série a recueilli plus de 100 000 vues au cours de ses deux premiers jours de publication; et à partir de 2020, il maintient un très haut niveau d'audience, avec plus de 2 millions de visiteurs uniques en mars, près de huit ans après l'achèvement des deux premiers arcs. En octobre 2017, Hall a exprimé son intérêt pour le développement d'un troisième arc, révélant également qu'il avait créé de manière anonyme une deuxième série de creepypasta « populaire » sans rapport avec Ben Drowned. 
Le troisième arc de Ben Drowned, intitulé Awakening, a commencé à être publié le 17 mars 2020, coïncidant avec le 20e anniversaire de The Legend of Zelda: Majora's Mask, avec des mises à jour fournies tous les trois jours avant de s'installer dans un calendrier de mise à jour hebdomadaire. Cet arc est divisé en trois parties distinctes : Awakening, Methods of Revolution (incorporant des éléments du long métrage non réalisé de Hall du même nom) et The Last Hero, une résurgence du format original de publication vidéo où l'auteur actuel des vidéos les téléchargeait sur la chaîne YouTube de Jadusable. La troisième partie détaille les événements entourant Sarah, une nouvelle joueuse qui tente de libérer les âmes piégées des personnages nouveaux et anciens. 

## Résumé de l'intrigue

### The Haunted Majora's Mask Cartridge
En septembre 2010, Jadusable est un étudiant qui a acheté une cartouche Nintendo 64 suspecte étiquetée Majora (indiquant qu'il s'agit d'une copie de The Legend of Zelda: Majora's Mask) par un vieil homme déconcertant lors d'un vide-greniers, avec les données de sauvegarde de l'ancien propriétaire Ben toujours dessus. Au fur et à mesure que Jadusable joue au jeu, de petites incohérences commencent à apparaître, se transformant en véritables pépins, amenant Jadusable à se rendre sur le site en ligne 4chan pour publier des informations sur son jeu au fur et à mesure qu'il se déroule. Jouant en tant que Link, Jadusable tente différentes manières de modifier le jeu par curiosité. Il atteint le point où il essaie le pépin du jour quatre, un pépin bien connu dans Majora's Mask communauté où vous sautez la fin du troisième jour avec la possibilité d'explorer le monde du jeu comme décrit dans la section des crédits. Causer le pépin du quatrième jour brise la normalité du jeu et Jadusable se retrouve bientôt seul à Clock Town avec tous les habitants partis, incapable de faire avancer le jeu en remontant le temps, tout en entendant sans cesse le rire du Happy Mask Salesman. Pour tenter de réaliser un « Game over » et revenir au menu principal, Jadusable oblige Link à se noyer dans un étang ; quand il le fait, Link se serre la tête, criant comme dans une animation de masque, l'écran clignotant pour représenter le Happy Mask Salesman, souriant et riant. Le jeu continue et le « chant de guérison » joue à l'envers ; une statue de Link est invoquée, son visage verrouillé dans un regard fixe. La statue suit le personnage de Jadusable, se déplaçant juste en dehors de la perspective de la caméra, dans toute la ville. Jadusable tente d'y échapper, mais rien n'y fait. En désespoir de cause, Jadusable tourne la caméra pour faire face directement à la statue. Au bout d'un moment, l'écran revient sur le Happy Mask Salesman et Link, seul ce dernier tourne également cette fois. Le vendeur, la statue et Link se verrouillent tous en place, regardant à travers l'écran, directement sur Jadusable.
Au cours de plusieurs sessions sur une série de jours, Jadusable écrit en détail sur chaque scénario bizarre dans lequel il se trouve, y compris s'enflammer spontanément et rester inconscient (ou mort) en tant que Skull Kid possédé par Majora regarde en silence. Dans une tentative désespérée de rendre la cartouche au vieil homme qui la lui a vendue, il voit la maison vide, le voisin du vieil homme l'informant qu'il a déménagé. Jadusable, après avoir entendu du voisin ce qui s'est passé dans la maison où vivait le vieil homme, conclut que la cartouche est possédée par l'esprit de son ancien propriétaire, un garçon de 12 ans nommé Ben qui s'était noyé près de huit ans. préalable. Par la suite, un personnage se faisant appeler « Ben » commence apparemment à le contacter dans et au-delà du jeu lui-même, notamment en changeant le fond d'écran de son écran d'ordinateur pour représenter l'élégie du vide et en parlant via l'intelligence artificielle en ligne Cleverbot. En utilisant la statue d'Elegy comme forme physique, Ben semble être fier de pouvoir manipuler Jadusable, qui décrit ensuite une série de rêves sur les Moon Children représentés dans la finale du jeu, y compris lui-même se transformant physiquement en Elegy, et comment il croit il a vu le vieil homme qui lui a vendu la cartouche dans sa rue regarder par sa fenêtre. Finalement, Ben se révèle avoir détourné l'ordinateur de Jadusable et fourni un faux récit du récit et de la résolution de l'histoire à 4chan et YouTube, l'utilisant pour échapper à la cartouche sur Internet, déclarant « Maintenant, je suis partout ». Une note secrète de Jadusable après un épilogue apparent de son colocataire Tyler (qui a accompagné Jadusable dans l'ancienne maison du vieil homme après la première fois qu'il a joué au jeu) offre le « vrai » récit d'événements et fait référence à des vidéos qui n'ont jamais été publiées, apparemment parce que Ben les avait supprimées. Après avoir publié son récit final des événements de la semaine dernière, appelé TheTruth.rtf, Jadusable n'est plus jamais revu.

### Moon Children
Deux jours après l'évasion de Ben de la cartouche, un culte se faisant appeler les Moon Children révèle leur existence au monde. Un adepte anonyme de l'histoire de Jadusable découvre un chiffre sur sa chaîne YouTube qui les mène finalement au site officiel de la secte, youshouldnthavedonethat.net, dans lequel trois modérateurs discutent de la prochaine « ascension » de l'un de leurs membres. Un message d'un quatrième utilisateur et de l'administrateur du site web, nommé Drowned (soi-disant M. D), semble s'adresser directement à l'abonné via l'avatar d'un homme portant un masque à gaz. En explorant les différents liens, l'adepte découvre divers détails sur le culte, notamment que le Ben original était apparemment un membre qui avait été sacrifié aux côtés de plusieurs autres individus sous prétexte d'atteindre l'ascension, qu'un autre membre nommé Alex les avait récemment trahis, et qu'ils ont leur propre prophétie de la fin des temps tournant autour de la Lune détruisant la Terre (à la Majora's Mask), qui leur a été fournie par leur prophète décédé Kelbris en 1998. Kelbris, qui est également mort dans des circonstances incertaines, est maintenant considéré au sein de la secte comme la preuve de sa propre « ascension » réussie. Le lendemain, les utilisateurs peuvent contacter le modérateur « Rodney R » Ifrit, révélé être « Matt Hubris », qui répond à plusieurs questions avant de disparaître, notamment en faisant référence à ses frères et sœurs comme Rosa et Ben ; le « Ben » original est confirmé comme membre des Moon Children qui a été sacrifié le 23 avril 2002, par noyade, son corps s'élevant pour devenir la maison centrale de « Ben » à la place de tous les autres membres ascensionnés. Coïncidant avec la fin d'un compte à rebours sur une page cachée, une vidéo de la chanson du temps est téléchargée en réponse vidéo à l'une des vidéos de Jadusable. Peu de temps après, leur site web s'effondre.
Le lendemain, le site web est rétabli dans un état de pépin inachevé, les messages de l'incarnation précédente étant à nouveau publiés avec les dates actuelles, révélant que les actions en jeu de Majora's Mask ont des effets sur le site web. Au cours de la journée suivante, le suiveur utilise des actions dans le jeu pour faire avancer l'histoire, établissant un contact avec Rosa, la sœur de Matt, dont Rosa dit qu'elle a disparu, ainsi qu'avec les modérateurs qui seront bientôt montés Kevin F. « Insidiae », Christopher « Nekko » et Spencer L. « Duskworld23 ». Cependant, à la suite des actions de l'adepte, Rosa a été emmenée par un Kelbris ressuscité, Alex a été tué alors qu'il travaillait pour empêcher les actions du culte, et le temps est à nouveau réinitialisé. Le temps est ensuite révélé pour se réinitialiser tous les trois jours, comme dans Majora's Mask. Alex, apparemment ressuscité par la réinitialisation du temps, revient sous le couvert de « TheLinkMissing » avec un avertissement supplémentaire avant de disparaître, apparemment pour de bon, à la suite d'actions négligentes des joueurs.
Le 6 octobre, le site web subit plusieurs changements de conception drastiques, signalant le retour de l'histoire. Grâce à des changements d'URL intelligents, le suiveur découvre plusieurs fichiers cachés allant des actifs utilisés aux documents cryptés qui leur sont directement destinés. Leur plus grande découverte se trouve être le 59e fichier, mhftt.txt, un dernier message laissé par Ifrit avant sa disparition. Ce dossier nomme un autre lecteur de l'adepte, Kayd « Ryukaki » Hendricks, qui avait été en contact avec Rosa avant sa mort, comme ayant été averti par lui qu'il était en danger. Au cours des deux prochains jours, Ryukaki met en ligne une série de vidéos indiquant que sa vie est en effet en jeu. À partir de 2020, les vidéos téléchargées par Ryukaki sont désormais considérées comme un canon ambigu, de nombreuses choses publiées dans les vidéos coïncidant avec l'arc actuel, mais d'autres ne sont plus jamais référencées.
Le 8 novembre, une autre vidéo mise en ligne sur la chaîne de Jadusable par Ben signale le début de l'épilogue de l'arc, les mois à venir voyant de petits changements apportés au site web de Moon Children. Le 17 février 2011, un nouveau forum appelé Within Hubris est lancé comme une plaque tournante centrale pour le suiveur et d'autres comme eux au cours de la prochaine partie de l'histoire. Peu de temps après sa découverte, une section cachée du forum a été révélée pour contenir les esprits d'anciens membres des Moon Children. Moins d'une semaine après la découverte du site, l'abonné commence à recevoir des coupures de journaux dans son courrier qui détaillent un meurtre-suicide apparent qui a eu lieu « il y a trois mois » à New York, et comprenant un message apparent de Ben. Le 26 février, une autre vidéo est téléchargée sur la chaîne de Jadusable, prédisant le dernier avertissement pour le lendemain. Le 27 février, une vidéo, connue sous le nom de hbisrealest téléchargé avec l'intérieur de la maison présenté dans le journal. À la suite de ces événements, l'arc, et l'histoire en général, ont été mis en pause par Alex Hall pour une durée indéterminée.

### Awakening
Deux ans après un effondrement sociétal inconnu en 2018, en mars 2020, la chaîne YouTube anciennement contrôlée par Jadusable et Ben est reprise par un « Jadus » renaissant, qui raconte l'histoire alternative qui s'est déroulée dans le temps depuis l'ascension finale de « The Father », qui s'est révélé être Kelbris. The Father avait tué Jadusable quelques instants après la fin de l'arc The Haunted Cartridge, un moment montré dans le téléchargement Kelbris.wmv. (Une autre vidéo inédite, Children.wmv, a également été publiée à cette époque.) Un événement encore inexpliqué qui s'est produit en 2012 a apparemment eu des répercussions mondiales, conduisant à une Grande Dépression des temps modernes.entraînant un effondrement total de la société américaine d'ici 2018. S'adressant au suiveur, surnommé The Second Player (alternativement The Main Character, ou simplement The MC), Jadus revendique une cause partielle de cet effondrement comme étant un virus mystérieux connus sous le nom de « Heroes », dont ils sont un survivant, aux côtés de leur partenaire professionnel Denton. Le joueur est prisonnier dans le mystérieux hôtel Ethereal, à travers lequel il est guidé par radiopar un autre survivant, Abel, évitant une entité portant un masque à gaz connue sous le nom de « The Jailer », alors qu'ils parcourent les couloirs. Il est tué par le geôlier et le contrôle est transféré à une autre personne, nommée Sarah. Elle décide de rester et d'attendre un peu et est récompensée pour cela. Maintenant en possession d'une Nintendo 64, Sarah rencontre par la suite l'esprit apparemment bienveillant du Ben original dans la cartouche originale de la Nintendo 64 pour laquelle elle joue le « chant de guérison », qui est utilisé dans le jeu pour réparer les âmes brisées. Maintenant guéri, Ben explique qu'après que Jadusable ait réveillé The Father, il est resté dans la cartouche, tourmentant Ben et la litanie d'âmes qu'il avait manipulées pour les emprisonner à Ben, y compris Jadusable et Rosa. Finalement, les âmes ont été forcées de fuir au plus profond du code de la cartouche, ce qui a provoqué des problèmes pour rendre le jeu injouable. Ben la supplie de guérir les âmes que Ben a laissées à la merci du Père, avant de lui accorder la forme adulte de Link de The Legend of Zelda: Ocarina of Time. Le « masque adulte », explique-t-il, contient les âmes d'un grand nombre de personnes, toutes cherchant à se venger du Père. Elle joue ensuite le Chant du Temps, la renvoyant à la « Majora normale mais modifiée ».
Après cela, un Abel ravi reprend la communication avec Sarah et réfléchit à l'interaction. Il affirme ensuite que le jeu est revenu à son état pré-Jadusable et que Ben — qu'il explique être le Behavioral Event Network — est un esprit de ruche composé à la fois des âmes des Moon Children qui ont été numérisées avec succès et de divers artificiellement programmes intelligents de Majora's Mask qui, selon lui, ont gagné en sensibilité soit par manque d'entrée, soit par une sorte de déclencheur, l'entité étant nommée d'après le Ben original en hommage, car leur âme a été la première âme humaine à avoir été numérisée avec succès. Il termine son monologue et dit ensuite que le rôle de Sarah dans l'expérience est terminé, expliquant qu'il « viendra » pour la soulager de la cartouche, avant de suggérer qu'elle « reste dans les parages » pour voir d'autres choses qu'il veut lui montrer.
Malgré la demande d'Abel, Sarah continue de jouer au jeu. À la place du Happy Mask Salesman, elle trouve Ifrit sous la forme d'un personnage non-joueur (PNJ) inutilisé, qui lui dit que Ben a été restauré dans son état d'esclavage, et que pour vaincre The Father, elle doit perturber la simulation ou reproduire le même pépin du « quatrième jour » qui a libéré Ben. Lorsqu'elle sort de la zone, elle est soudainement confrontée à deux doublons du premier boss de Majora's Mask, dont elle se dispense facilement avant de continuer plus profondément dans le jeu.
Sarah rencontre finalement un Moon Child, qui lui demande de quitter sa « maison ». Lorsqu'elle le poursuit, elle trouve à sa place un cœur, qu'elle recueille. Ifrit la contacte alors en lui disant qu'elle doit collecter 3 cœurs pour libérer les âmes piégées dans la cartouche. En progressant plus loin, elle est confrontée à plusieurs autres enfants de la lune, qui sont apparemment en train de tourmenter un autre PNJ. Après avoir déjoué leur attaque, Sarah rencontre ce PNJ, qui prétend maintenant être Rosa, qui en guise de remerciement lui donne un pendentif contenant ses souvenirs qui, selon elle, pourra libérer les autres. Elle continue, trouvant le cœur d'un deuxième Moon Child et rencontrant un autre PNJ qui « sait exactement qui il est » et considère Sarah comme un monstre, en raison de toutes les âmes contenues dans le masque qui la font ressembler à un monstre qui les consomme.
Le 23 août 2020, une nouvelle vidéo intitulée The Showdown.wmv a été créée, le contenu donnant une autre révélation à l'histoire. Sarah, après avoir échappé aux griffes de l'un des Moon Children, rencontre Jadusable, autrefois considéré comme mort, le joueur original de l'arc Haunted Cartridge. Consterné, on découvre que Jadusable travaille maintenant avec The Father et après avoir affronté Sarah dans un combat en tête-à-tête, la tue, laissant l'histoire sans personnage joueur. La même vidéo à la fin montre un lien vers un nouveau site appelé le Eternity Project, une page Web créée par ceux qui appartiennent à un groupe de personnes appelé The Family dans le but de réaliser l'ascension pour échapper à l'événement de fin du monde qui doit se produire en 2020. Sur ce site web, les utilisateurs ont pu confirmer l'état actuel de nombreux des personnages de toute l'histoire tels que Sarah, Jadusable et Rosa. Le site promet aux membres potentiels de rejoindre le Eternity Project et pour échapper à l'enfer du monde actuel et embrasser un nouvel avenir par l'ascension, en devenant Illuminé et libéré du monde. Comme c'est la tradition dans les sites appartenant à cette histoire, les membres pourraient creuser dans les codes sources et résoudre des énigmes pour découvrir des messages et des pages cachés. Ici, Abel a finalement contacté les joueurs (ou plutôt, une « location de pitié » au Eternity Project) et leur a donné des mots de passe permettant d'accéder au « cœur » de World Alpha - maintenant connu pour être la cartouche hantée, que toutes les versions ultérieures du Eternity Project les mondes virtuels sont apparemment construits à partir de. Ici, les joueurs ont eu la possibilité de télécharger du « code » directement au cœur de World Alpha – une action qui, espérait Abel, empêcherait le monde virtuel d'imploser, ainsi que le reste du Eternity Project et tout le monde encore piégé à l'intérieur.
Finalement, l'un des téléchargements des joueurs a été accepté et l'option de télécharger quoi que ce soit de plus a disparu. Le code téléchargé ferait revivre Sarah avec succès à Clock Town, mais sans l'Ocarina of Time ou la forme adulte qu'elle avait auparavant, avec seulement 12 heures de jeu restantes avant que la Lune ne s'écrase sur Termina et recommence tout le jeu. Remarquant que Clock Town est vide, elle tente d'entrer dans les bâtiments de la zone, mais tous sauf un sont inaccessibles. En entrant dans ce bâtiment, Sarah se retrouve dans le code avec Rosa et le reste des humains numérisés dans Majora's Mask. Ils se disputent pour savoir s'il faut laisser tomber la Lune et tout réinitialiser, ce qui, selon Rosa, n'aboutira pas à ce que les autres attendent, ou pour permettre à Sarah d'effectuer le pépin du quatrième jour, au risque de déchaîner à nouveau The Father déjà imminent. En fin de compte, Sarah se précipite vers l'Observatoire et se prépare à exécuter le problème - cependant, le choix de le faire est laissé aux joueurs.
Les joueurs ont choisi d'effectuer le glitch, et après l'avoir fait, le monde revient à un état glitch. Ifrit réapparaît soudainement et explique qu'en faisant le glitch, elle a tué les habitants du jeu et qu'avec The Father libéré une fois de plus, il a l'intention d'utiliser son pouvoir pour transformer le monde en « cauchemar ». Clock Town se remplit d'adorateurs cultuels du Père alors que Sarah court vers la tour de l'horloge, où elle trouve Jadusable et un Ben nouvellement libéré se cachant. Jadusable explique qu'il essayait d'empêcher Sarah d'effectuer le pépin et la réprimande pour avoir simplement cru tout ce que les habitants du jeu lui avaient dit. Il explique qu'Alex lui avait confié la responsabilité d'être le protecteur de World Alpha - et que maintenant - il allait lui faire la même chose. Jadusable abandonne son âme et rejoint sa force avec Sarah, la transformant en Link adulte. Sarah affronte Ifrit, maintenant rejoint par le dernier Moon Child restant, et combat brièvement ce dernier alors qu'il prend la forme de Majora's Wrath - la troisième phase du boss final de Majora's Mask. Soudain, au lieu de riposter, Sarah utilise son ocarina pour jouer le chant de guérison, et Majora's Wrath disparaît soudainement. Ifrit réapparaît brièvement pour la menacer, mais il est soudainement submergé par l'électricité statique et disparaît lui-même. The Father apparaît à sa place, demandant à Sarah d'expliquer ses actions. En réponse, elle lui donne le pendentif des souvenirs, et Circle explique que les habitants de World Alpha ont juste peur et ne veulent que vivre. En réponse, The Father « change ses paramètres » pour guérir World Alpha, en supprimant toutes les « anomalies » qui souhaitent nuire à l'ordre naturel du monde. Il explique également qu'en tant qu'utilisateurs s'interfaçant avec le code de World Alpha, ils seront également supprimés, et que pour apaiser les traumatismes mentaux des habitants, il devra également réinitialiser leurs souvenirs. Par dessus tout, The Father assure à Sarah et Circle que World Alpha continuera et que Ben recevra un véritable corps hôte, commentant que son emprisonnement dans la statue d'Elegy était un « oubli » commis par une IA datée. Quand Circle demande ce qu'il adviendra de Sarah après The Father la « supprime », il dit qu'il ne sait pas et s'efface. Sarah s'estompe peu de temps après.
La série se termine par une photo de Ben, maintenant dans le corps de Link enfant, debout à côté d'une statue d'Elegy désormais non possédée et saluant le public.

## Accueil
Ben Drowned a reçu des critiques favorables,. Il a reçu une attention substantielle à la suite d'une critique favorable du rédacteur Owen Good de Kotaku environ deux mois après le début de la publication, qui fait l'éloge des thèmes et de l'originalité de l'histoire. Le lectorat a quadruplé à la suite de cet article, et à nouveau par son suivi en 2017 alors que l'histoire était dans sa première pause, dans laquelle ses thèmes bibliques et l'utilisation des cinq étapes du deuil et du trope « fantôme dans la machine » étaient loué, tout comme la décision initiale de Hall de mettre fin au récit avec un poisson d'avril en 2012. 
La série a été favorablement comparée à la série de creepypasta également populaire Marble Hornets . Matt Freeman de Vice, comparant Ben Drowned à la fois à Majora's Mask et à The Legend of Zelda: Breath of the Wild, l'a qualifié d'« exemple brillant de la façon dont les fans de Zelda ont toujours été en phase avec la propre expérimentation de l'horreur de Nintendo. [être] une histoire bien racontée », tout en louant sa vision unique du genre des images trouvées. Anthony Vigna de Nintendojo fait l'éloge des « vidéos pour étayer ses affirmations et a fourni des mises à jour de blog qui ont poussé le conte à être plus crédible », appelant Majora's Mask « le jeu parfait pour créer le décor d'une histoire effrayante », avec les éléments ARG de l'histoire salué comme étant très addictif. 
Ryan Larson de Bloody Disgusting a fait l'éloge de la façon dont « avec des compétences de montage vidéo intelligentes et une richesse de connaissances approfondies, l'utilisateur en ligne Jadusable est capable de créer l'une des légendes les plus effrayantes de la mémoire récente. Comme les conteurs avant lui, en utilisant des peintures ou de l'encre pour créer le conte, il utilise les appareils de notre époque avancée pour créer quelque chose auquel les enfants des années '90 pourront s'accrocher. »  Kara Dennison de Fanbyte, parlant de Ben Drowned dans le contexte du 20e anniversaire de Majora's Mask, a salué « ce que Hall a fait pendant cette période [comme] à la fois unique et efficace. Il a pris un concept qui prenait déjà de l'ampleur et lui a donné une réalité qui lui manquait. Creepypastas sur Mickey Mouse et Les Simpson piquaient déjà l'enfance des gens, parfois avec des tentatives de « cassettes hantées » pour sauvegarder les histoires. Mais BEN Drowned a apporté un niveau de réalisme à son histoire qui n'avait pas encore été accompli dans d'autres tentatives », citant en outre comment il a été déclaré comme l'inspiration principale pour des œuvres populaires ultérieures telles que Petscop de Tony Domenico, et concluant celle de creepasta, « [il est] très probable que BEN Drowned restera le meilleur de son genre,. »
Le blogueur Robbie Blair parle de Ben Drowned dans le contexte de la popularité croissante des web-séries et des jeux de réalité alternée tels que Worm. En septembre 2014, l'art conceptuel de l'épisode Soos and the Real Girl de Gravity Falls révèle Ben Drowned comme une influence principale derrière le personnage GIFfany ; eux-mêmes une source d'inspiration pour le personnage de Monica dans Doki Doki Literature Club !.  Clive Barker et Warner Brothersont approché Hall pour discuter de l'adaptation de Ben Drowned. Une adaptation cinématographique indépendante de la série intitulée Darkland: Ben Drowned, produite par Mind's Eye Entertainment et mettant en vedette Jonny Clarke, commence le tournage en 2015, mais n'a finalement pas été achevée,. En août 2016, un communiqué de presse pour Channel Zero de Syfy fait référence à Ben Drowned comme l'une des légendes urbaines qui formeraient la base d'une future saison ; finalement, la série est annulée après sa quatrième saison,.